# Justyna Guze
Justyna Guze (ur. 2 grudnia 1950 w Warszawie) – polska historyk sztuki i muzealnik, popularyzatorka malarstwa.

## Życiorys
Jest córką Joanny Guze. Od 1978 pracowała jako kustosz Gabinetu Rycin i Rysunków Muzeum Narodowego w Warszawie zajmując się sztuką włoską i francuską XVIII w., zwłaszcza rysunkami. W latach 1992–1993 założyła i kierowała Polskim Instytutem Kultury w Rzymie. 
Jest autorką wystaw i katalogów muzealnych oraz publikacji z zakresu sztuki nowożytnej. Od 1978 publikowała w „Zeszytach Literackich”. 

## Odznaczenia
- Srebrny Medal „Zasłużony Kulturze Gloria Artis” (2020)[4]